# Cattedrale di Acireale

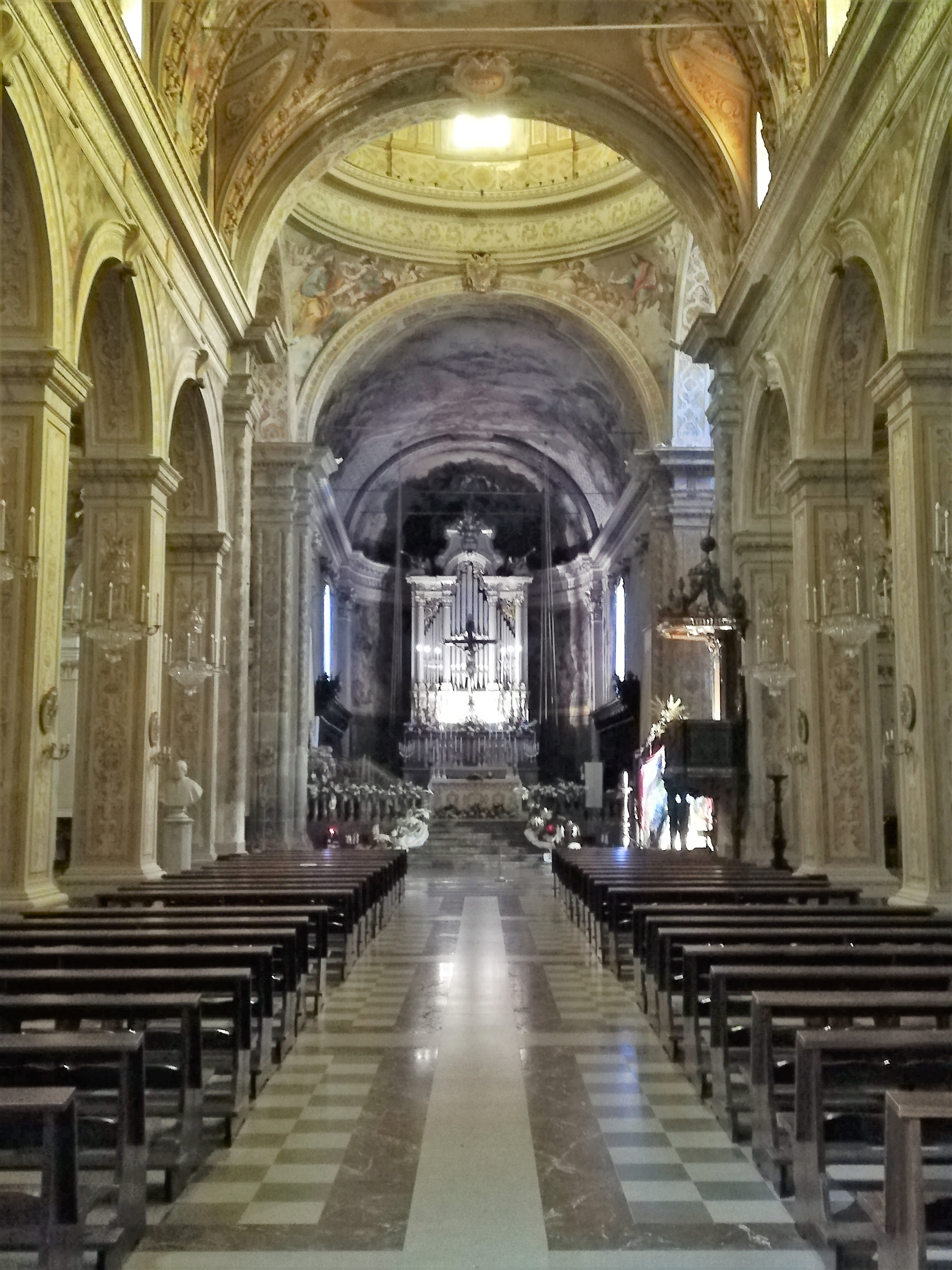
Navata.

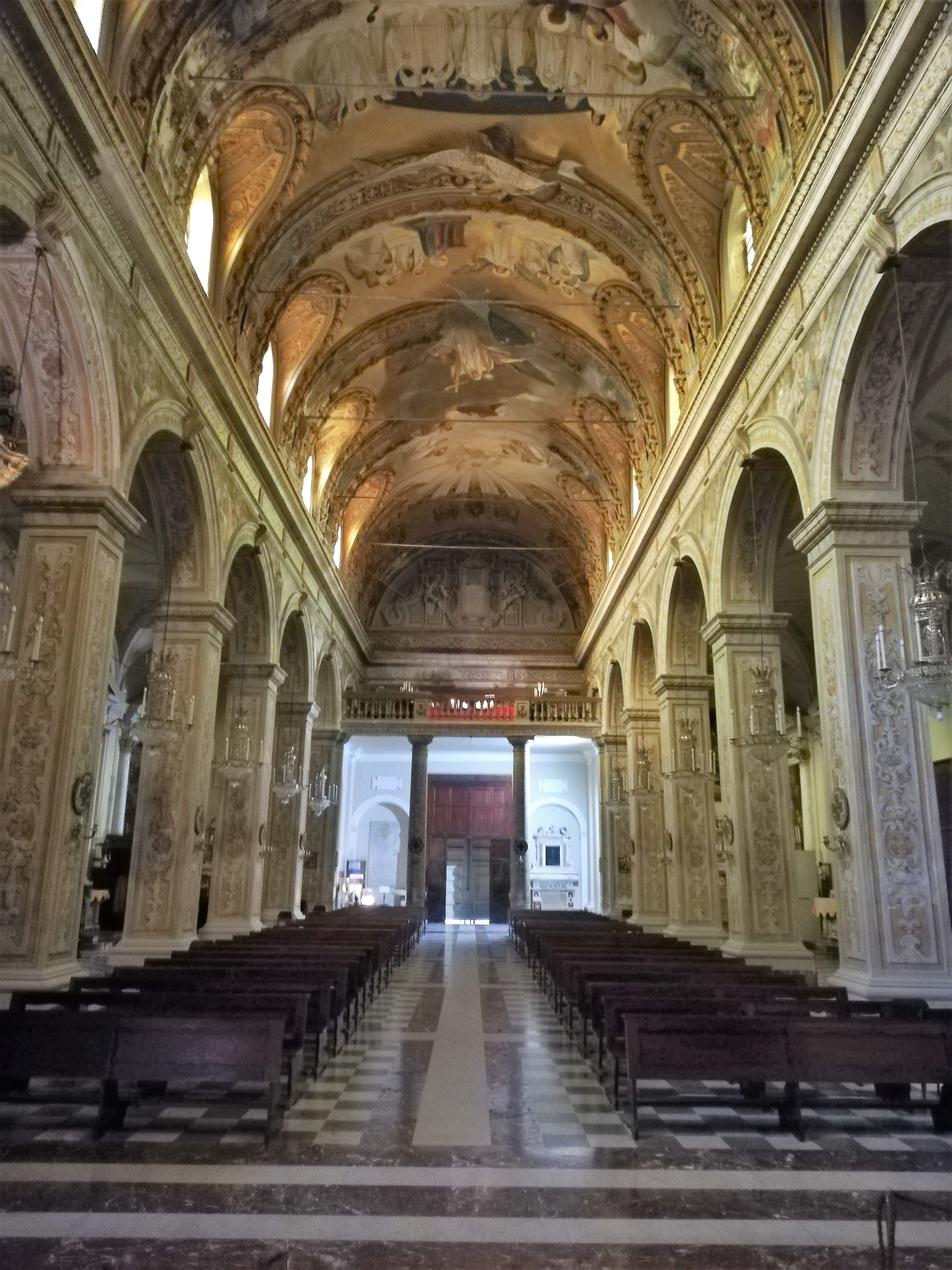
Controfacciata.

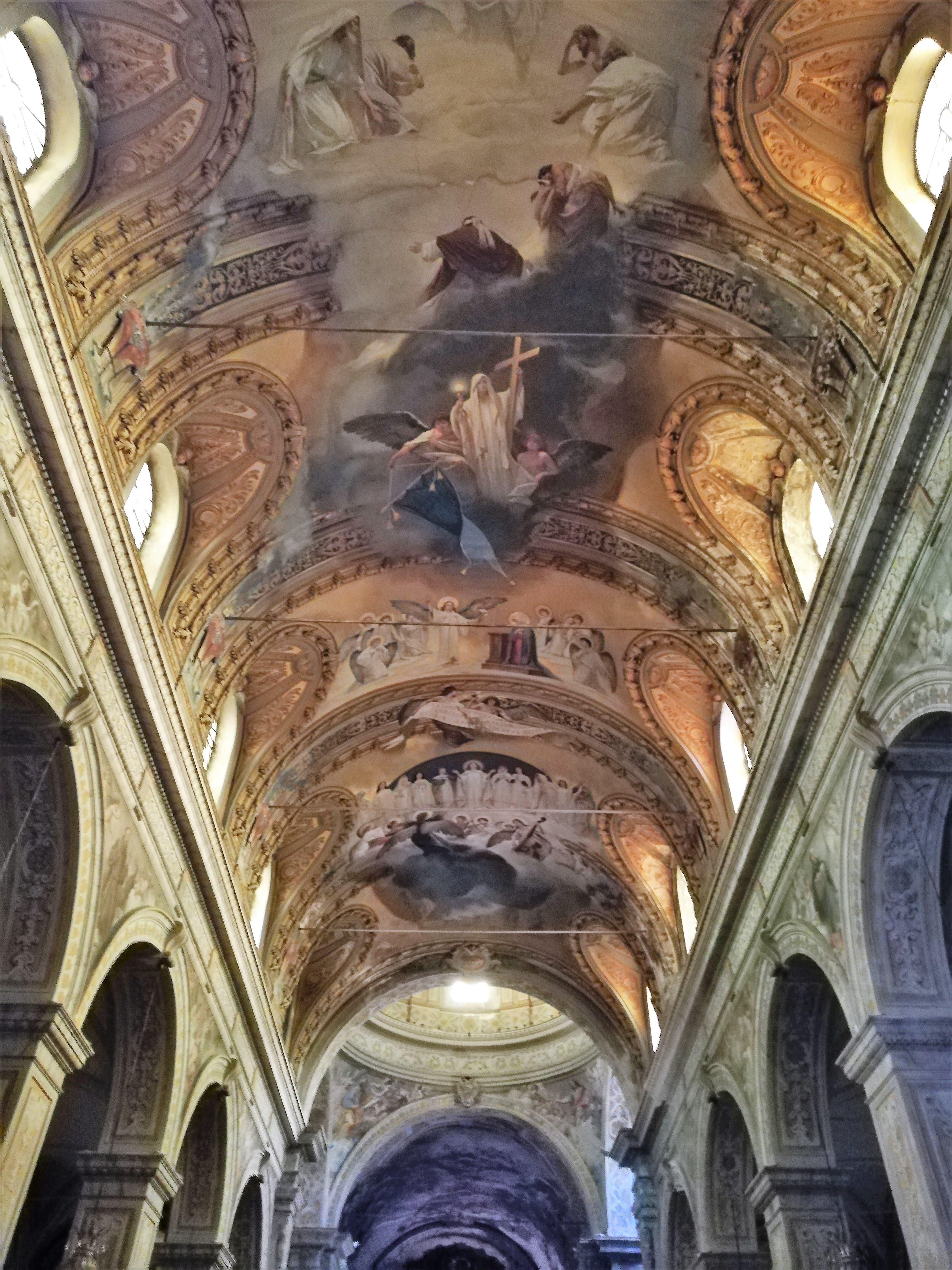
Volta.

La cattedrale di Maria Santissima Annunziata è il principale luogo di culto cittadino ubicato nell'articolata piazza del Duomo, su cui prospetta anche la basilica minore pontificia dei Santi Pietro e Paolo, nel centro storico di Acireale.

## Storia

### Epoca aragonese
Nel XV secolo il primo edificio era costituito di una sola cappella a tre mura, contigua all'edificio attuale (lato nord, slargo Giovanni XXIII), dove si venerava un'immagine dell'Annunziata.

### Epoca spagnola
Nel 1532 e per lunghi anni, lentamente, si procedette all'abbattimento della cappella e alla costruzione, in forme più ampie, con navate laterali e torre campanaria, di una chiesa disposta in senso est(presbiterio)-ovest.
La costruzione del Duomo attuale, prolungando verso est l'asse longitudinale col successivo impianto del transetto e poi del profondo presbiterio, fu deliberata dal municipio l'8 ottobre 1597, iniziando l'anno successivo. In uno dei quattro grandi pilastri che sostengono la cupola, quello di nord-est, entro un cartiglio scolpito nella pietra lavica ad altezza d'uomo è segnata la data "1600". Tutto il complesso ha subito dal 1598 continui ampliamenti e modifiche, fino a raggiungere l'aspetto attuale con le ultime modifiche concluse nel 1889.
Con le numerose scosse del terremoto del Val di Noto del 1693 la costruzione subì rilevanti danni: crollarono le volte del transetto, l'intera copertura andò compromessa, incrinata la cupola, lesionato il campanile.

### Epoca contemporanea
Fu elevata a cattedrale nel 1872, anno in cui venne formalizzata l'istituzione della diocesi di Acireale e nell'agosto 1948 ottenne da papa Pio XII la dignità di basilica minore.

## Esterno

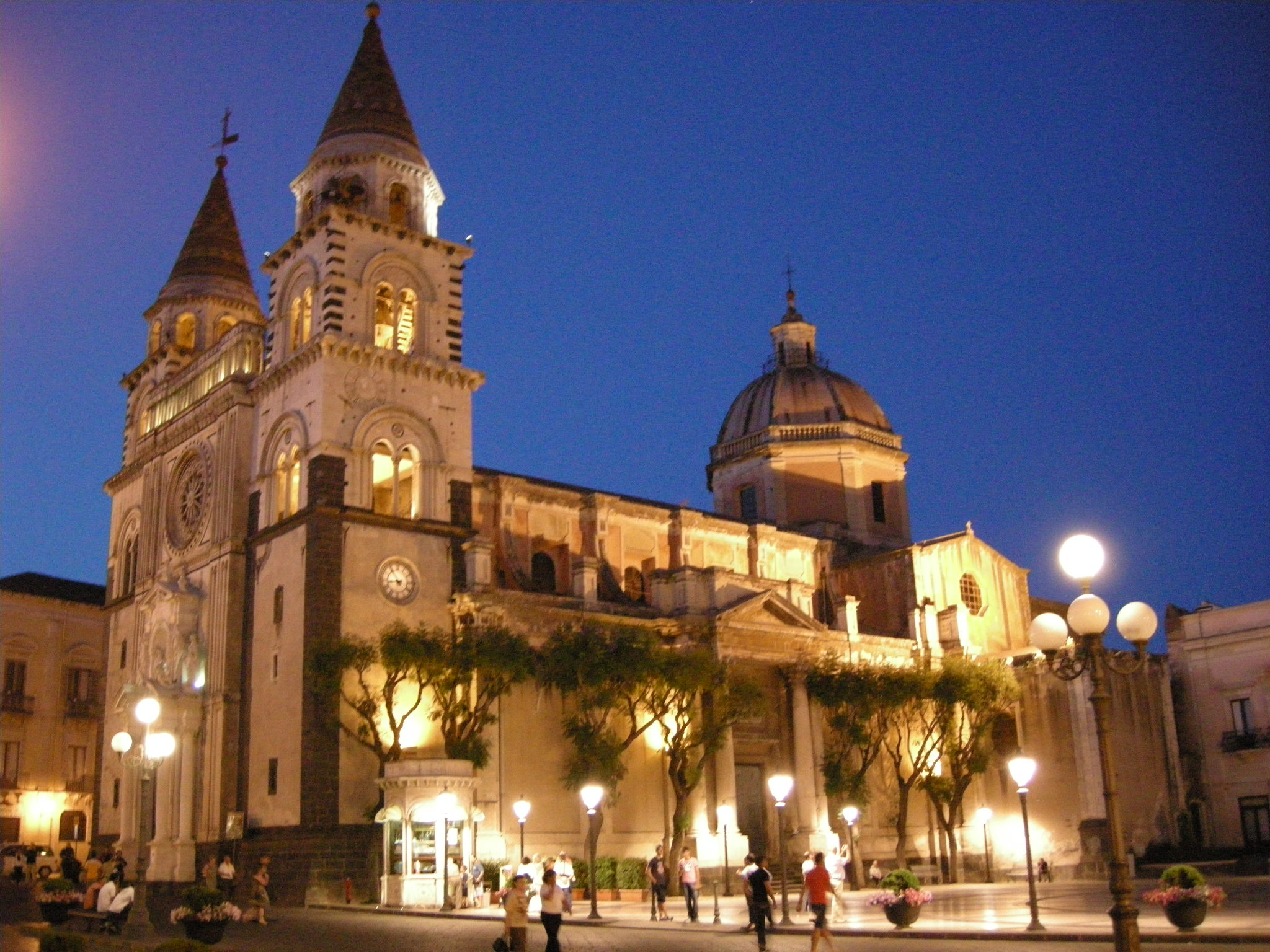
Veduta notturna.

La chiesa è a croce latina, a tre navate e, dopo l'erezione della diocesi, è stata congiunta nel 1874-1878 da un cavalcavia al Palazzo vescovile a nord, progettato dall'architetto Carlo Cocuccio, operazione urbanistica singolare che unisce due proprietà sostanzialmente private sovrastando la via pubblica. Il complesso di cattedrale, palazzo vescovile, edifici ecclesiastici su via Genuardi e loro corti interne congiunte alla basilica dei santi Pietro e Paolo costituisce una vera e propria cittadella. Di notevole pregio, su via Genuardi, è l'atrio che immette nel complesso.
Il prospetto venne realizzato a partire dal XVII secolo. Il gruppo scultorio nel nicchione sopra il portale marmoreo, rappresentante l'Annunciazione, fu realizzato nella bottega messinese di Placido Blandamonte nel 1668 - 1672, portato per mare fino a Santa Maria La Scala e da qui trainato ad Aci per le impervie salite.
I due campanili svettanti ai lati della facciata, pur identici, non sono coevi. Il campanile a destra del prospetto, che richiama stilemi gotico-normanni, di cui si hanno notizie dal 1544, ha seguito tutte le vicende costruttive della chiesa ed ebbe anche funzione di torre d'avvistamento. Il campanile del lato nord, a sinistra, il rosone, la loggia a colonnine e le restanti decorazioni del prospetto sono invece in stile neogotico, realizzati nel 1887-1889 su progetto di Sebastiano Ittar (ma non è da escludere il contributo dell'architetto Paolo Pantellaro) con modifiche di Giovan Battista Filippo Basile (padre del maestro del liberty siciliano Ernesto Basile).
La cupola, iniziata nel 1655, fu completata solo nel 1732, su progetto dell'architetto Paolo Amico.

## Interno

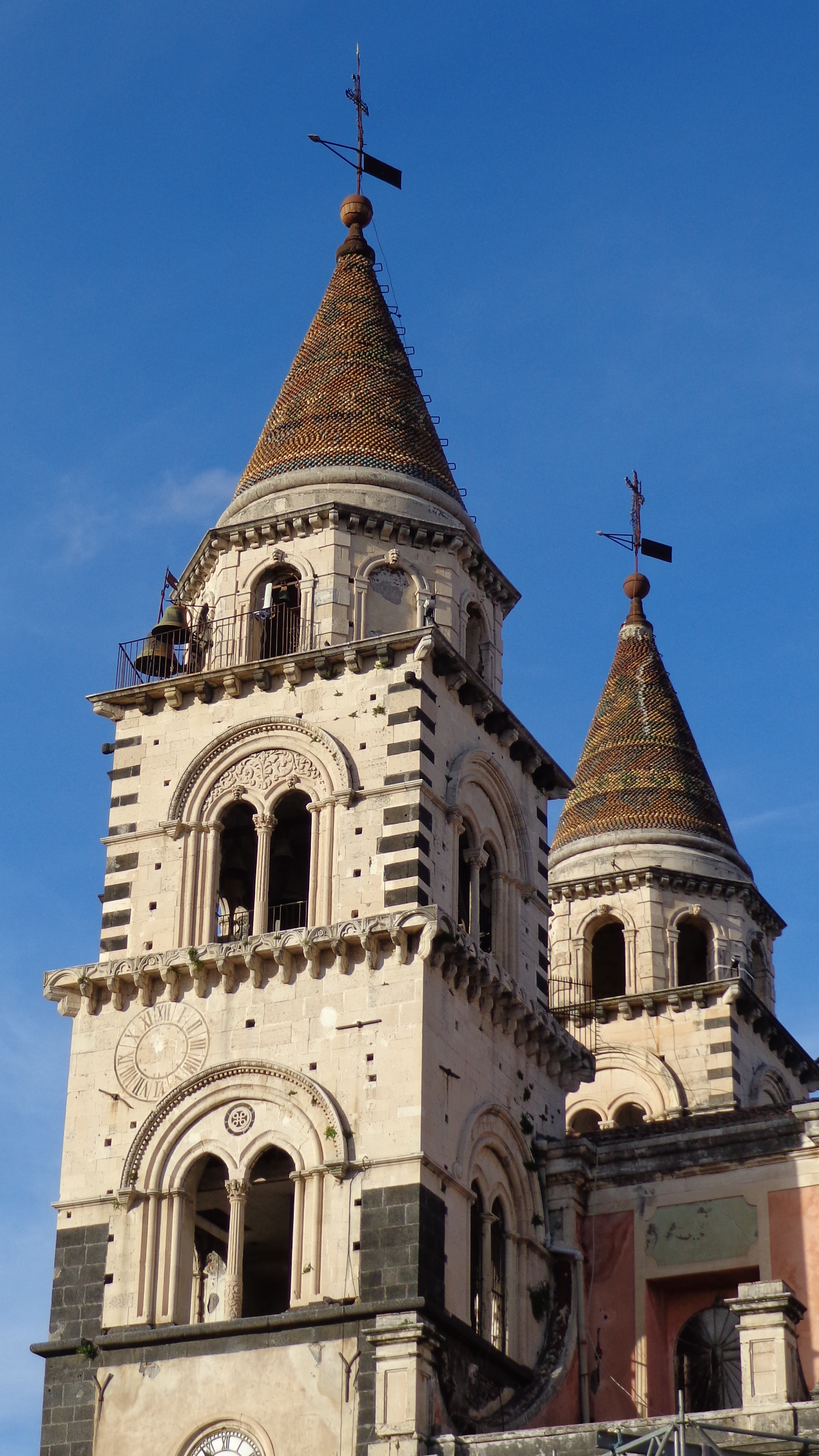
Campanili.

L'interno è stato modificato nello stile predominante nel XVIII secolo, anche in seguito al terremoto del 1693 e a quello del 1783. In un ambiente della controfacciata, a sinistra, è esposto il fercolo che accoglie il simulacro di Santa Venera nel periodo dei festeggiamenti, di argento cesellato, perfezionato a partire dal 1659. Artefici lo scultore Girolamo Carnazza insieme all'orafo Mario D'Angelo nel 1660. L'opera sarà portata a termine circa un secolo dopo da un altro messinese, Vito Blandano.

### Navata centrale
La volta della navata centrale, decorata da Giuseppe Sciuti nel 1907 con l'aiuto del discepolo Primo Panciroli è scandita dalle scene, di vaga stesura preraffaellita, raffiguranti l'Orchestra degli Angeli, il Coro delle Vergini, la Gloria degli Angeli portanti i simboli di Santa Venera, l'Annunciazione, la Fede, l'Eterno Padre con Profeti (di tali episodi la Pinacoteca Zelantea custodisce i disegni preparatori).
Pennacchi affrescati, a destra e a sinistra, tra gli archivolti della navata centrale: santi Giuseppe, Sebastiano,Giovanni Battista, Gerlando (autore F.Mancini); santi Francesco d'Assisi,Filippo Neri, Francesco di Paola, Ignazio, Domenico, Camillo (autore F.Patanè)
Addossato al pilastro accanto al transetto, a destra, è posto un elegante pulpito ligneo ottocentesco.

### Navata destra
- Prima campata: Altare di Nostra Signora del Rosario. Vi è custodito il dipinto raffigurante la Vergine del Rosario ritratta con esponenti dell'Ordine domenicano e francescano: a sinistra Santa Caterina da Siena e San Domenico di Guzmán, a destra San Francesco d'Assisi e Sant'Antonio di Padova, e ancora Sant'Agata, opera del messinese Antonio Catalano il Vecchio. Dono documentati come corona al dipinto i 15 medaglioni raffiguranti i misteri del rosario. Sulla parete destra è addossato un monumento funebre
- Seconda campata: Altare dell'Angelo Custode. Sull'altare è custodito il dipinto raffigurante l'Angelo Custode del 1630, opera di Antonio e Giacinto Platania.[3]
- Terza campata. Varco laterale destro. Sulla parasta sinistra è collocato un monumento funebre.
- Quarta campata: Altare della Natività. Sull'altare è custodito il dipinto raffigurante l'Adorazione dei Pastori, opera di Pietro Paolo Vasta.
- Quinta campata: Altare del Battesimo. Sull'altare è custodito il dipinto raffigurante il Battesimo di Gesù ritratto con San Giovanni Battista, Santa Venera e San Nicola di Bari, olio su tela, opera di Pietro Paolo Vasta.

### Navata sinistra
- Prima campata: Altare di San Tommaso Apostolo. Sopra l'altare è custodito il dipinto raffigurante l'Incredulità di San Tommaso ritratto con Santa Maria Maddalena, opera di Giacinto Platania. Sulla parete sinistra è incastonato un monumento funebre.
- Seconda campata: Altare di Sant'Antonio di Padova. Sopra l'altare è custodito il dipinto raffigurante Sant'Antonio di Padova, opera di Giacinto Platania.[3]
- Terza campata: Varco laterale sinistro. Sulla parasta sinistra è incastonato un monumento funebre.
- Quarta campata: Altare di Sant'Anna. Sopra l'altare è custodito il dipinto raffigurante Maria Bambina ritratta con Sant'Anna e San Gioacchino, opera di Pietro Paolo Vasta.
- Quinta campata: Altare dell'Immacolata Concezione. Sopra l'altare è custodito il dipinto raffigurante Maria Immacolata, opera di Antonino Bonaccorsi. In corrispondenza del pilastro destro è collocato un busto.

### Transetto
- Braccio destro: nella volta la Gloria di santa Venera, affresco di Pietro Paolo Vasta. Nella parete sud del transetto si apre la Cappella di Santa Venera: nel grandioso ambiente risalente al 1658 decorato con ricche cornici e modanature dal romano Girolamo Baragioli (non si hanno altre notizie al riguardo) intorno al 1697, si conservano l'urna reliquiario e il busto della Santa, opera dell'argentiere messinese Mario D'Angelo e modellato da Antonino Finocchiaro (1651 - 1655). Gli affreschi furono eseguiti nel 1712 da Antonio Filocamo con la realizzazione della Predicazione di Santa Venera e il Martirio di Santa Venera.[3][5] Le statue in stucco raffiguranti Santa Tecla a sinistra e Santa Rosalia a destra, furono realizzate da Giuseppe D'Amico nel 1729. La fastosa cornice comprende timpani, mensole aggettanti e vasi acroteriali sostenuti da colonne tortili, ovunque è trionfo d'arabeschi, festoni e ghirlande di fiori e frutta. Sul cartiglio campeggia l'iscrizione:

"VENERÆ VENERANDÆ PARASCEVI - CONCIVI - PRÆDICATIONE AC SANGUINE HOSTIUM - FIDEI VICTRICI - REGALIS CIVITAS AMPLISSIMA D.D."
- Braccio sinistro: Varco per la sacrestia con affreschi parietali in due grandi medaglioni raffiguranti l'Uccisione di Abele (Caino e Abele), il Sacrificio di Isacco (Abramo e Isacco) di Pietro Paolo Vasta.[3] La parete accoglie i monumenti funebri di due personaggi legati alla storia della città, Ottavio Branciforte (vescovo di Catania rifugiatosi in Acireale, morto nel 1646) e Salvatore Russo (vescovo di Acireale, morto nel 1964). A differenza di quest'ultimo, costituito di una semplice epigrafe su lastra di marmo, pur applicata su un trompe l’oeil a forma di monumento dipinto nel ‘700 da P.P.Vasta, quello del Branciforte(gesso o pietra calcarea, non valutabile perché coperto con più strati di pittura), eretto nel 1659 (di autore ignoto) in una nicchia ad arcosolio poco profonda, ha aggraziate sculture culminanti nel ritratto del prelato dipinto da Giacinto Platania non in abiti religiosi. Nella volta, Glorificazione dell'Agnello Mistico; nella lunetta Nozze di Cana (1737), entrambi del Vasta. Permangono nel transetto piccole zone con pitture slavate di Venerando Costanzo detto il Varbazza.
- Pennacchi di sostegno della cupola:  i Quattro Evangelisti , del Vasta, nel periodo compreso tra il 1736 e il 1739.[3]
- Tamburo della cupola: di Francesco Mancini Ardizzone i quattro riquadri. L'artista affrescò pure i primi quattro pennacchi, a destra e a sinistra, tra gli archivolti della navata centrale;[3] Francesco Patanè è autore dei sei rimanenti.[3]

### Absidi minori
- Abside destra: Cappella del Santissimo Crocifisso. L'ambiente vantava gli affreschi eseguiti nel 1689 da Baldassare Grasso, pitture e struttura commissionate dalla Confraternita degli Agonizzanti rovinate dal terremoto del 1693.[3] Nella cassa dell'altare è esposto in una singolare scheletofania un non meglio identificato san Clemente, proveniente dalla catacomba di Pretestato per dono del prefetto del Sacrario apostolico, vescovo Cristiano Saverio Cristiani, nel 1788. Nella parete destra sarà aperto, appena pronto, il varco per la Cappella dei Vescovi in costruzione dal 2025.[6]
- Abside sinistra: Cappella del Santissimo Sacramento con, sull'altare, il bel sacro cuore di Gesù di Giuseppe Sciuti del 1902.

### Altare maggiore
Il presbiterio balaustrato è rialzato e raccordato al pavimento dell'aula da una scalinata di sette gradini. Sul lato sinistro si staglia la cattedra vescovile.
Sull'altare maggiore in marmo rosso di Taormina, è collocata la tela raffigurante l'Annunciazione realizzata dal pittore messinese Antonio Filocamo nel 1711.
Gli affreschi che decorano le pareti dell'abside sono opera di Paolo, Gaetano e Antonio Filocamo. I quadroni raccontano episodi della vita di Maria, da sinistra: il Riposo durante la fuga in Egitto, lo Sposalizio della Vergine, la Presentazione di Gesù al tempio, la Natività, l'Adorazione dei Magi, la Visita di Maria a Santa Elisabetta, la Presentazione di Maria al tempio e Gesù tra i dottori del tempio.
Nel catino absidale, pure dei Filocamo, è rappresentata l'Assunzione di Maria al cielo, nella volta l'Incoronazione di Maria tra Angeli e Santi. Nel primo sono riconoscibili personaggi dell'Antico Testamento: Davide con l'arpa, Mosè con le tavole della Legge, Isaia con la fiamma, Aronne con l'incensiere e Giosuè con lo scudo ornato da un sole. Nel secondo gruppo sono presenti le sante vergini Tecla e Caterina d'Alessandria e Santa Venera, Sant'Agata, Santa Lucia e Santa Rosalia.
Nella parete sinistra si identificano San Sebastiano e San Giovanni Battista, a destra i fondatori dei diversi ordini religiosi. Fanno da cornice schiere di angeli, in alto la Santissima Trinità.
Coro disposto lungo le pareti laterali del presbiterio, organo.

## Altre opere

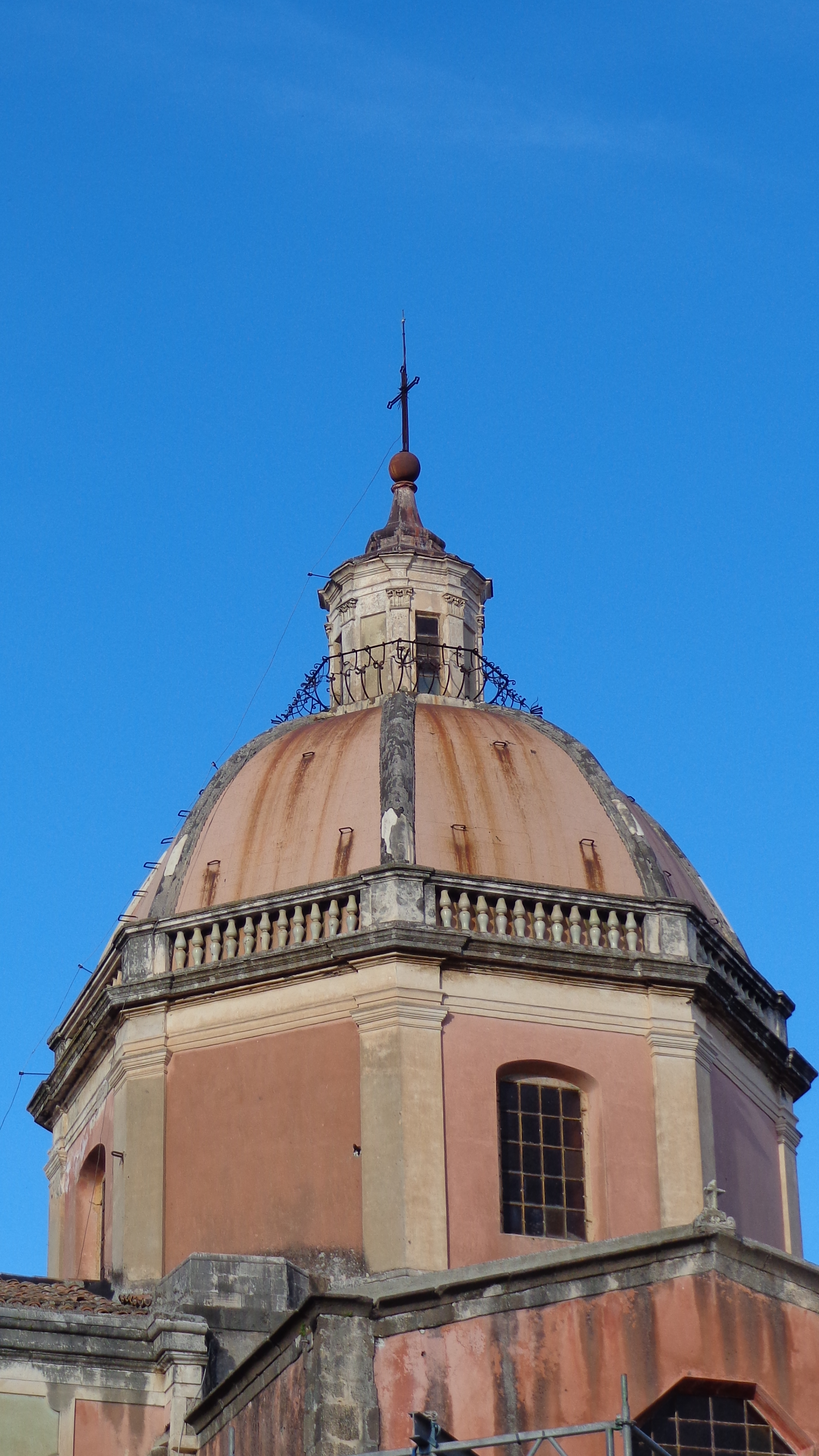
Cupola.

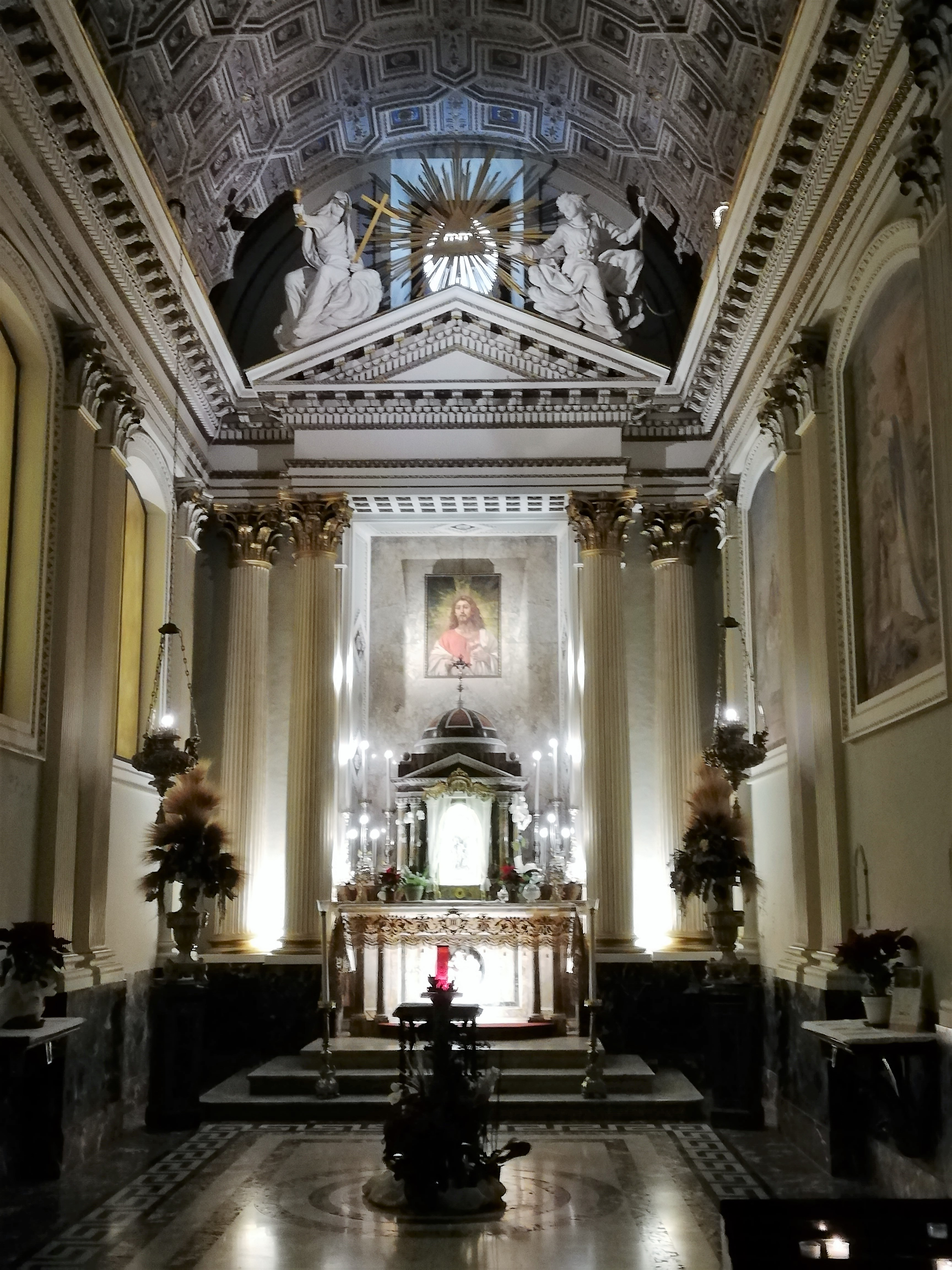
Absidiola sinistra.

- XVII secolo, Ritratto di Monsignor Ottavio Branciforte, dipinto, opera di Giacinto Platania.[3]
- XVIII secolo, Ritratto del prevosto Gambino, dipinto, opera di Vito D'Anna.[3]
- XVIII secolo, Strage degli Innocenti, dipinto, opera di Matteo Ragonisi.
- XVIII secolo, San Nicolò da Bari, dipinto, opera di Pietro Paolo Vasta.[3]

Quasi tutti i dipinti di Giacinto Platania furono riformati da Pietro Paolo Vasta.

## La meridiana
In rilievo nel pavimento del transetto, in diagonale, si trova una meridiana realizzata da Christian Heinrich Friedrich Peters (1843) ed ornata con i simboli dello zodiaco da Giovanni Francesco Boccaccini. Il foro gnomonico è nel soffitto affrescato della cappella di S.Venera.
L'elenco dei siti ospitanti le installazioni di meridiane: la cattedrale di Maria Santissima Annunziata di Acireale, la Scuola Tecnica Regia di Caltanissetta, la chiesa dei Santi Apostoli Pietro e Paolo di Castiglione di Sicilia, il duomo di Santa Maria Assunta di Castroreale, la chiesa di San Nicolò l'Arena di Catania, la basilica cattedrale protometropolitana della Santa Vergine Maria Assunta di Messina, il duomo di San Giorgio di Modica, la cattedrale metropolitana della Santa Vergine Maria Assunta di Palermo.

## Confraternita degli Agonizzanti
Sodalizio attestato presso il luogo di culto.

## Seminario vescovile di Acireale
Francesco Patanè è l'artefice della decorazione della cappella del seminario vescovile acese, opera realizzata negli anni 1938 - 1939.